# 볼쇼이카멘
볼쇼이카멘(러시아어: Большо́й Ка́мень, 글자그대로 ‘큰돌’이라는 의미)은 러시아 프리모르스키 지방의 남부에 위치한 도시이다. 블라디보스토크에서 철도로 연결되어 있으며 1996년 7월 19일까지는 폐쇄된 도시였다. 이 도시는 해군 기지와 즈베즈다 조선소로 인해 폐쇄되었지만, 이 상태는 2015년 1월 1일부터 취소되었다. 인구는 37,000명(2003년 기준), 지역 번호는 42-335 (또는 235)이다.

## 역사
볼쇼이 가면은 1947년 해군 지원 기지로 시작하여 1956년 도시형 정착지 지위를 부여받았고, 1989년 8월 31일 도시 지위를 부여받았다. 소련 시절에는 해군기지로서의 도시 특성상 폐쇄적으로 지정되었다. 이 지위는 1989년에 취소되었으며, 도시에 민간 항구를 건설할 계획이었다. 그러나 이 계획은 나중에 취소되었고, 1996년에 다시 폐쇄되었다. 2015년 1월 1일부로 폐쇄 상태는 또 다시 취소되었다.

## 지리
면적은 40km2이다. 동해의 우수리스키 해협에 접해 있다. 블라디보스토크에서 40km 떨어진 지점에 위치해 있다.

## 행정구역
행정구역의 틀 내에서, 그것은 두 개의 농촌 지역과 함께 크라이 관할권 아래 볼쇼이 카멘 타운으로 통합된다.  지자체로서 크라이 관할권의 볼쇼이 카멘 타운은 볼쇼이 카멘 도시 오크루그로 통합된다.

## 경제

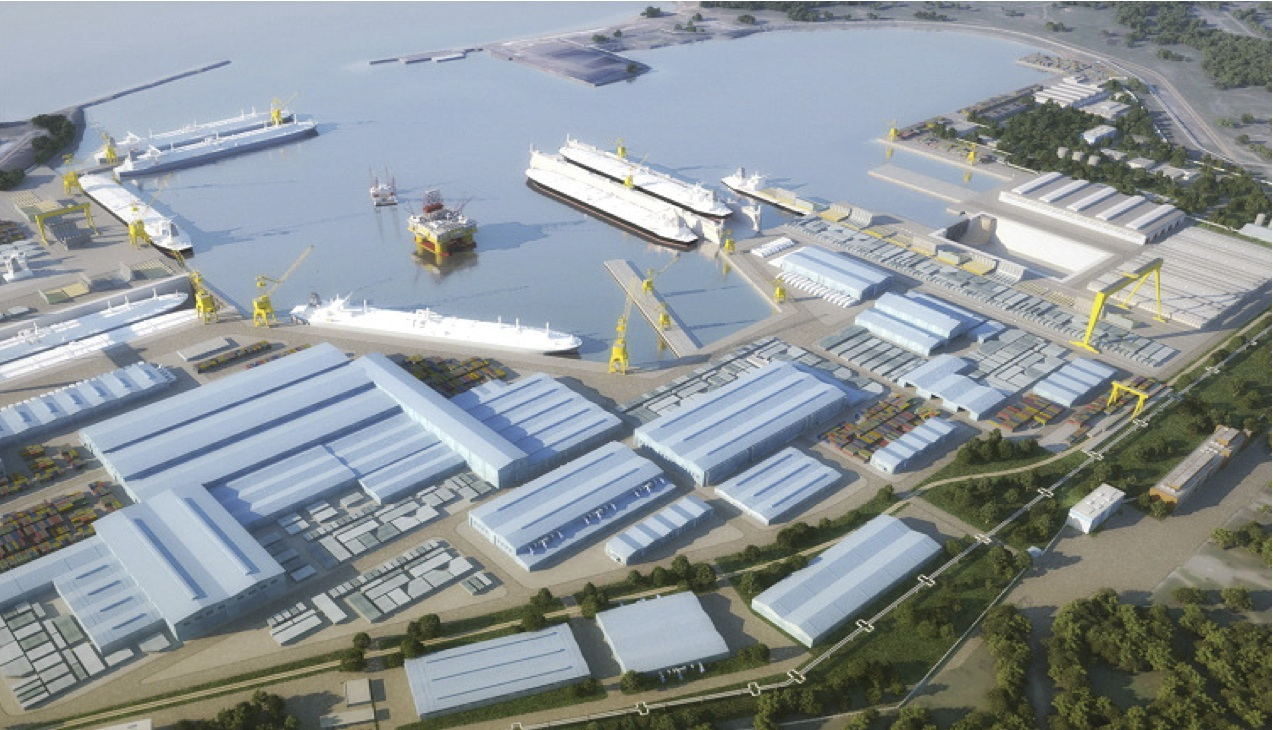
즈베즈다-대우해양조선의 조선소 키플랜 모델

볼쇼이 카멘은 대부분 엔지니어링을 전문으로 하는 모노타운이다. 조선과 수리는 식품산업과 함께 하며, 건설은 경제의 근간을 이룬다. 소련 이 해체된 후 선박 수리 시설이 거의 정지 상태로 운영되면서 1990년대에 도시 인구의 상당 부분이 떠났다.
도시 인구의 대부분은 핵잠수함의 수리 및 건설에 고용되어 있다. 선박, 해운, 바다낚시를 전문으로 하는 3개의 은행과 7개의 합작 회사가 있다.
이 도시는 도로와 철도로 블라디보스토크와 연결되어 있으며, 시베리아 횡단 철도에 화물 철도로 연결되어 있다. 이 마을은 블라디보스토크까지 직선으로 약 40km 밖에 떨어지지 않지만, 도로 연결은 해안을 따라 약 130km이다.
즈베즈다 조선소를 확장하고 재개발할 계획이 있다.

## 갤러리

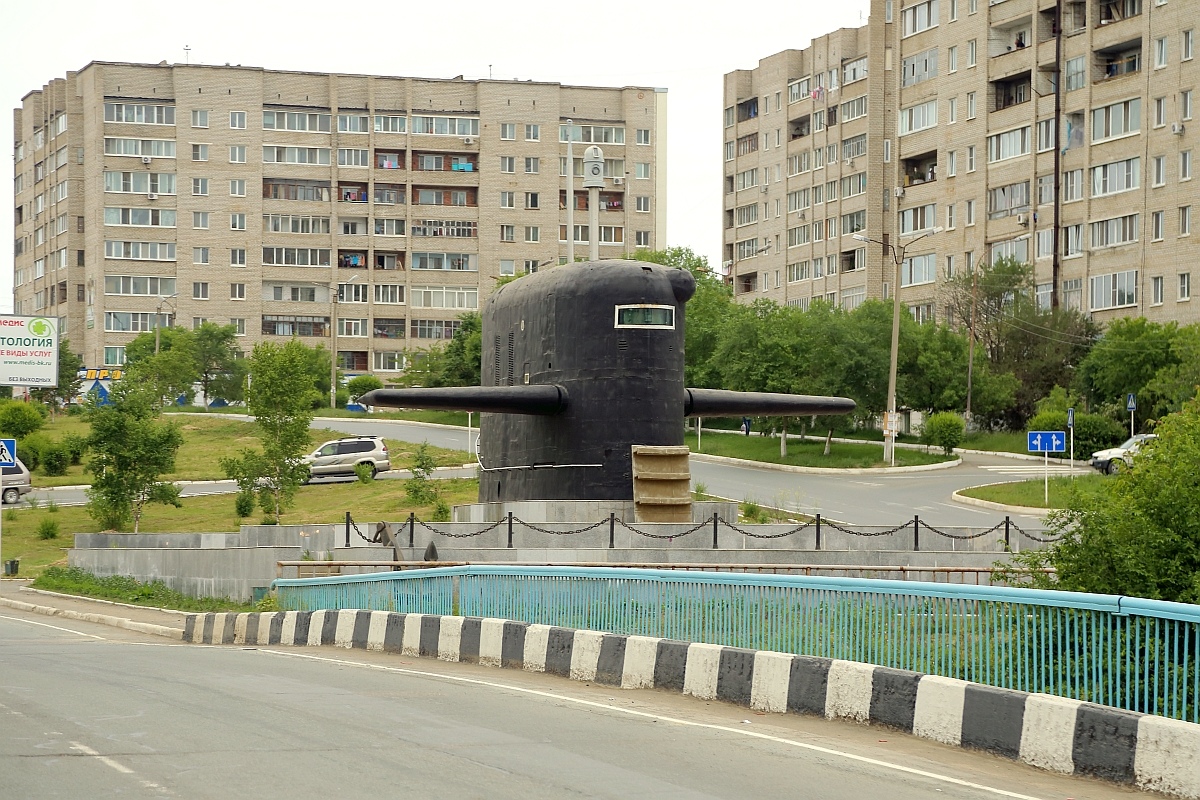
볼쇼이 카멘 입구에 있는 핵잠수함 K-434의 터렛
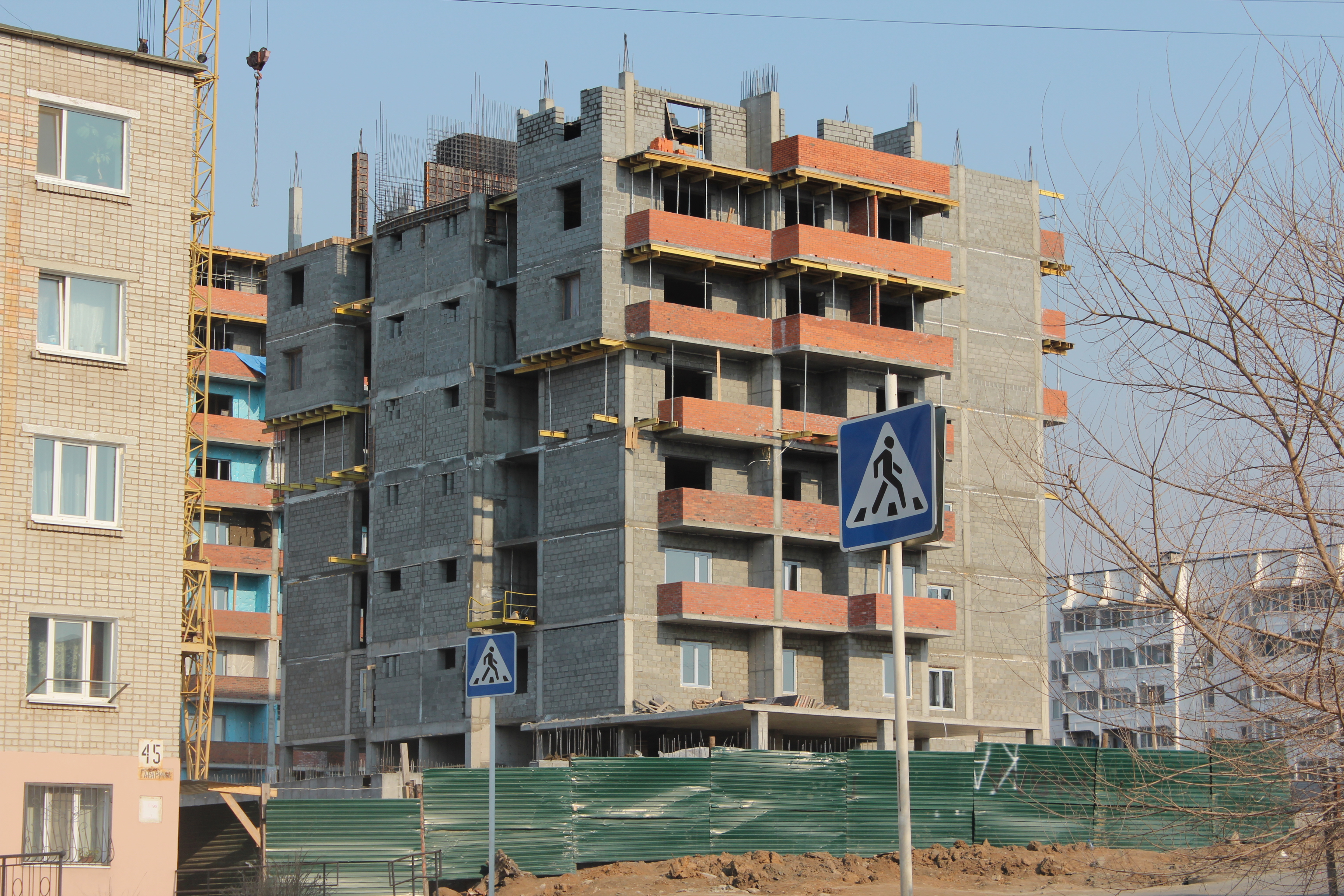
볼쇼이 카멘에서 건설 중인 건물

## 기후
기후는 1월이 -14 °C, 7월에는 +24 °C이다.
| 볼쇼이 카멘의 기후       | 볼쇼이 카멘의 기후 | 볼쇼이 카멘의 기후 | 볼쇼이 카멘의 기후 | 볼쇼이 카멘의 기후 | 볼쇼이 카멘의 기후 | 볼쇼이 카멘의 기후 | 볼쇼이 카멘의 기후 | 볼쇼이 카멘의 기후 | 볼쇼이 카멘의 기후 | 볼쇼이 카멘의 기후 | 볼쇼이 카멘의 기후 | 볼쇼이 카멘의 기후 | 볼쇼이 카멘의 기후 |
| 월                       | 1월                | 2월                | 3월                | 4월                | 5월                | 6월                | 7월                | 8월                | 9월                | 10월               | 11월               | 12월               | 연간               |
| ------------------------ | ------------------ | ------------------ | ------------------ | ------------------ | ------------------ | ------------------ | ------------------ | ------------------ | ------------------ | ------------------ | ------------------ | ------------------ | ------------------ |
| 일평균 최고 기온 °C (°F) | −7.8 (18.0)        | −4.7 (23.5)        | 2.4 (36.3)         | 9.9 (49.8)         | 15.3 (59.5)        | 17.8 (64.0)        | 22.1 (71.8)        | 24.3 (75.7)        | 20.6 (69.1)        | 14.0 (57.2)        | 4.0 (39.2)         | −4.4 (24.1)        | 9.5 (49.0)         |
| 일일 평균 기온 °C (°F)   | −11.7 (10.9)       | −8.8 (16.2)        | −1.7 (28.9)        | 5.5 (41.9)         | 10.7 (51.3)        | 14.3 (57.7)        | 18.8 (65.8)        | 21.1 (70.0)        | 16.8 (62.2)        | 9.8 (49.6)         | 0.2 (32.4)         | −8.2 (17.2)        | 5.6 (42.0)         |
| 일평균 최저 기온 °C (°F) | −15.6 (3.9)        | −12.8 (9.0)        | −5.8 (21.6)        | 1.2 (34.2)         | 6.1 (43.0)         | 10.8 (51.4)        | 15.6 (60.1)        | 17.9 (64.2)        | 13.0 (55.4)        | 5.6 (42.1)         | −3.6 (25.5)        | −11.9 (10.6)       | 1.7 (35.1)         |
| 평균 강수량 mm (인치)    | 12 (0.5)           | 16 (0.6)           | 23 (0.9)           | 47 (1.9)           | 64 (2.5)           | 90 (3.5)           | 104 (4.1)          | 136 (5.4)          | 115 (4.5)          | 62 (2.4)           | 34 (1.3)           | 19 (0.7)           | 722 (28.3)         |
| 출처: Climate-Data.org   |                    |                    |                    |                    |                    |                    |                    |                    |                    |                    |                    |                    |                    |